# باگبیر انترتینمنت
باگبیر اینترتینمنت (انگلیسی: Bugbear Entertainment) شرکت بازی ویدئویی فنلاندی است، که در سال ۲۰۰۰ تأسیس شد.